# Santa Coloma (Andorra)
Santa Coloma è un villaggio di Andorra, nella parrocchia di Andorra la Vella situato nei pressi del fiume Valira a circa 2 km dalla capitale con 2 979 abitanti (dato 2010).
Fa parte della località La Margineda, nota per il ponte di epoca romanica lungo 33 metri e alto 9,2 metri, il più grande di tutto il principato.

## Sport

### Calcio
Le squadre principali del villaggio sono il Futbol Club Santa Coloma e l'Unió Esportiva Santa Coloma.

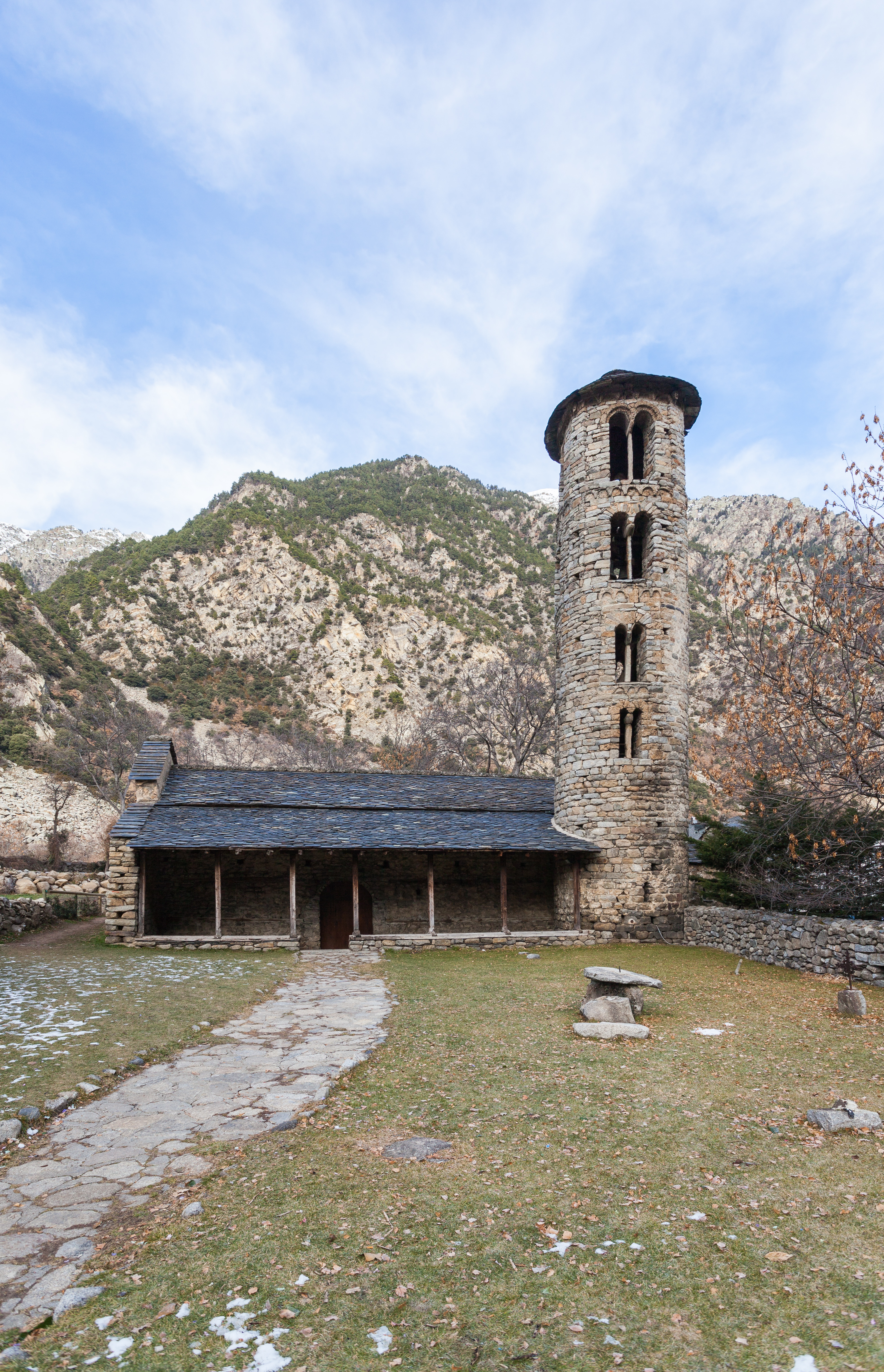
La chiesa di Santa Coloma